# خوان نولاسكو
خوان نولاسكو (بالإسبانية: Juan Nolasco)‏ هو لاعب كرة قدم مكسيكي في مركز الوسط، ولد في 24 فبراير 1975 في Ciudad Serdán ‏ في المكسيك. لعب مع نادي بويبلا.